# Hrádek (powiat Rokycany)
Hrádek − miasto w Czechach, w kraju pilzneńskim. Według danych z 31 grudnia 2003 powierzchnia miasta wynosiła 605 ha, a liczba jego mieszkańców 2 897 osób.

## Demografia
| Rok              | 1970  | 1980  | 1991  | 2001  | 2003  |
| ---------------- | ----- | ----- | ----- | ----- | ----- |
| Liczba ludności' | 2 859 | 3 358 | 3 052 | 2 900 | 2 897 |

Źródło: Czeski Urząd Statystyczny